# Nico Widerberg

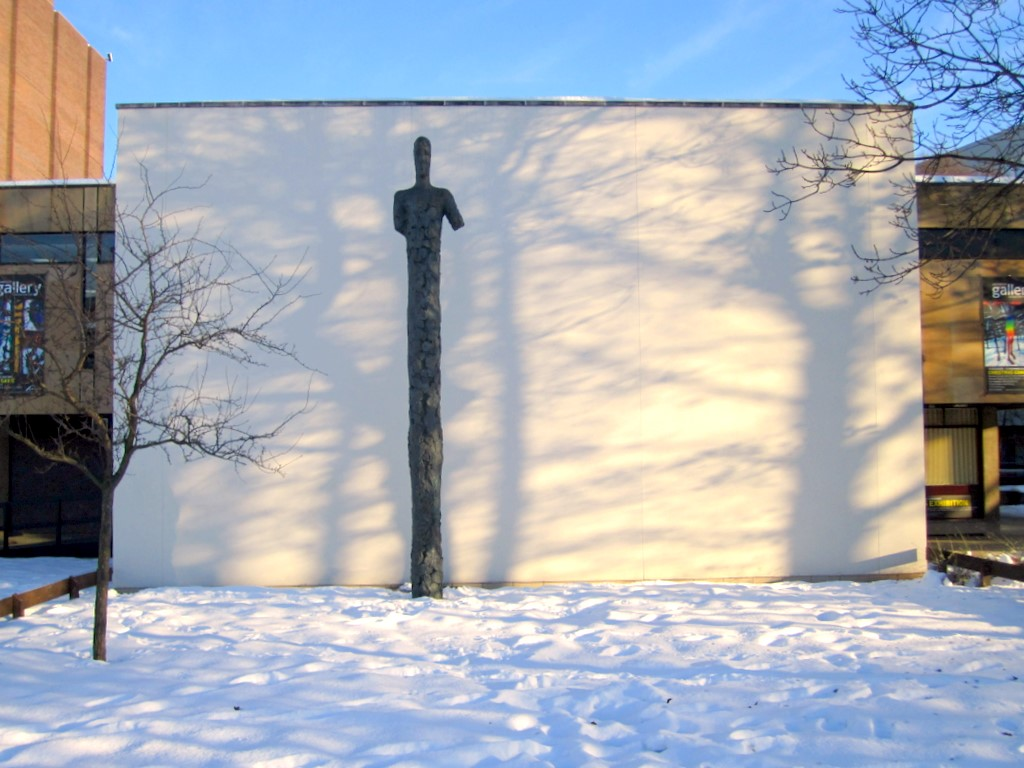
Nico Widerbergs skulptur Pillar Man som står vid Northumbria University.

Nicolaus Widerberg, född 7 oktober 1960 i Oslo, är en norsk skulptör. Han är son till målaren och grafikern Frans Widerberg. 
Widerberg utbildade sig på Statens håndverks- og kunstindustriskole och Statens Kunstakademi i Oslo. Han debuterade 1984.

## Offentliga verk (i urval)
- Prisstatyett för Thor Heyerdahlpriset, vilket instiftades 1999 av Thor Heyerdahl och Norges redareförening
- Skulptur över Trygve Lie, brons, 1994, Trygve Lies plass i Oslo
- Pillar Man, 2004, vid Northumbria University i Newcastle upon Tyne
- Minnesmärke över 22 juli, granit, 2012-13, i 53 norska kommuner